# Ala Kudrjavceva
Ala Aleksandrovna Kudrjavceva [ála aleksándrovna kudrjávceva] (rusko А́лла Алекса́ндровна Кудря́вцева), ruska tenisačica, * 3. november 1987, Moskva, Rusija.

## Zmage

### Posamezno
| Št. | Datum              | Turnir  | Kategorija        | Podlaga | Nasprotnica    | Rezultat |
| --- | ------------------ | ------- | ----------------- | ------- | -------------- | -------- |
| 1.  | 25. september 2010 | Taškent | WTA International | Trda    | Jelena Vesnina | 6:4, 6:4 |

### Dvojice
| Št. | Datum              | Turnir           | Kategorija        | Podlaga | Partnerka            | Nasprotnici                      | Rezultat       |
| --- | ------------------ | ---------------- | ----------------- | ------- | -------------------- | -------------------------------- | -------------- |
| 1.  | 23. september 2007 | Kolkata          | WTA International | Trda    | Vania King           | Alberta Brianti Marija Koritceva | 6:1, 6:4       |
| 2.  | 20. junij 2010     | ′s-Hertogenbosch | WTA International | Trda    | Anastazija Rodionova | Vania King Jaroslava Švedova     | 3:6, 6:3, 10:8 |
| 3.  | 19. februar 2011   | Memphis          | WTA International | Trda    | Olga Govorcova       | Andrea Hlaváčková Lucie Hradecká | 6:3, 4:6, 10:8 |